# Hoji Yaqub-moskee
De Hoji Yaqub-moskee is de centrale moskee van de stad Doesjanbe de hoofdstad van Tadzjikistan. De moskee is vernoemd naar Hoji Yaqub, een Tadzjiekse religieuze leider die naar Afghanistan vluchtte.
De moskee werd 200 jaar geleden gesticht en biedt plaats aan maximaal 3.000 mensen. Er zit een madrasa aan vast.